# Jaime de Almeida (calciatore 1953)
Jaime de Almeida Filho (Rio de Janeiro, 17 marzo 1953) è un allenatore di calcio ed ex calciatore brasiliano, di ruolo difensore.

## Palmarès

### Giocatore
- Campionato Carioca: 1

Flamengo: 1974
- Campionato Pernambucano: 1

Sport Recife: 1980

### Allenatore
- Campionato Capixaba: 1

Desportiva: 1992
- Coppa del Brasile: 1

Flamengo: 2013
- Campionato Carioca: 1

Flamengo: 2014